# Chris Coons

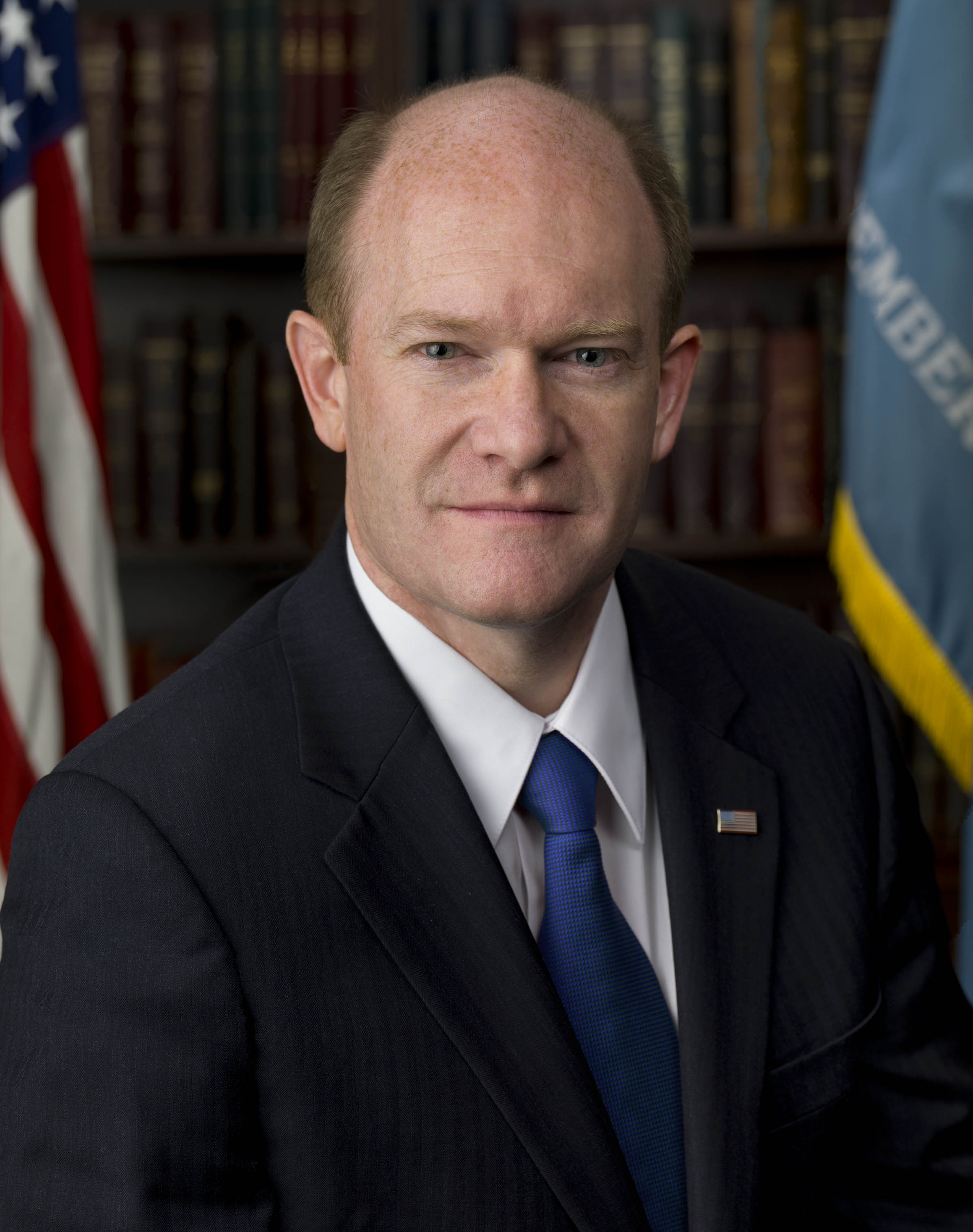
Chris Coons (2011)

Christopher Andrew „Chris“ Coons (* 9. September 1963 in Greenwich, Connecticut) ist ein US-amerikanischer Jurist und Politiker der Demokratischen Partei. Coons wurde am 2. November 2010 in einer Nachwahl, die gleichzeitig mit der regulären Senatswahl durchgeführt wurde, zum Senator der Vereinigten Staaten für den Bundesstaat Delaware gewählt. Am 15. November 2010 wurde er in Washington, D.C. als Nachfolger von Ted Kaufman vereidigt.

## Leben und Werdegang
Coons wurde als zweiter der drei Söhne von Ken und Sally Coons geboren. Seine Mutter unterrichtete an einer Grundschule (elementary school). Sein Vater arbeitete in einem Unternehmen, das Küchengeräte herstellte. Als Chris Coons vier Jahre alt war, zogen seine Eltern nach Baltimore um, weil sein Vater hier eine Arbeit bei einem Lebensmittel-Konzern aufgenommen hatte. Zwei Jahre später erfolgte ein erneuter Umzug der Familie nach Hockessin, wo Ken Coons die Leitung einer Konservenfabrik übernommen hatte. Er machte sich danach mit einer Firma für Kücheneinrichtungen selbstständig. Die Ölkrise in den 1970er Jahren und die folgende Wirtschaftsrezession mit der daraus resultierenden Immobilienkrise trieb auch Chris Coons Vater in den Bankrott. Diese Belastungen führten unter anderem zur Scheidung von Sally und Ken Coons. Als Chris Coons 14 Jahre alt war, heiratete seine Mutter Sally in zweiter Ehe Robert W. Gore, Präsident des Unternehmens W. L. Gore & Associates, in Newark.
Coons besuchte die Tower Hill School, eine Privatschule in Wilmington. Danach ging er zum Amherst College in Amherst und machte hier 1985 einen B.A.-Abschluss in Chemie und Politikwissenschaften. 1984, in der Anfangsphase seiner Studentenzeit am Amherst College, studierte er ein Semester an der University of Nairobi in Kenia.
Im Jahr 1985 beschrieb er seine frühen politischen Überzeugungen als stark beeinflusst von der Republikanischen Partei. Er hatte für den republikanischen Senator und Kongressabgeordneten von Delaware, William V. Roth, sowie in der 1980er-Wahlkampagne für Ronald Reagan gearbeitet. 1983 hatte er mit anderen Kommilitonen die Amherst College Republicans gegründet. Professoren und Lehrveranstaltungen in Amherst brachten ihn dazu, seine Ansichten in Frage zu stellen. Die Konfrontation mit den von amerikanischen verschiedenen Lebensbedingungen der afrikanischen Bevölkerung bewirkte dann einen Wandel seiner politischen Einstellungen.
In einem Artikel für die Universitäts-Zeitung The Amherst Student mit dem Titel Chris Coons: The Making of a Bearded Marxist. beschrieb der damals 21-Jährige, dass sein Aufenthalt in Afrika ihn mit Armut und politischer Unterdrückung in Kontakt brachte und er nach seiner Rückkehr seine bisherigen Vorstellungen kritisch überdachte. 1992 machte er gleichzeitig einen M.A. in Ethik an der Yale Divinity School und einen J.D. an der Yale Law School.
Nach seinem College-Abschluss arbeitete Coons für das Investor Responsibility Research Center (IRRC) in Washington D.C. Während dieser Zeit schrieb er ein Buch über Südafrika und die Disinvestment from South Africa-Kampagne. Im Anschluss daran arbeitete er als Freiwilliger für das South African Council of Churches (SACC) sowie als Entwicklungshelfer in Kenia. Er kehrte in die USA zurück, um hier für die National Coalition for the Homeless in New York zu arbeiten.
In der Politik von Delaware beteiligte sich Coons erstmals, als er bei den Senats-Wahlen des Jahres 1988 in der Wahl-Kampagne des Kandidaten der Demokratischen Partei, Physik-Professor Shien Biau Woo, mitarbeitete (Gegenkandidat war der damalige Amtsinhaber Senator William V. Roth). Anschließend arbeitete er für Jane Richards Roth (der Frau von William V. Roth), Bundesrichterin für den dritten Gerichtskreis (3rd Circuit) am United States Court of Appeals mit Sitz in Philadelphia. 1996 kehrte er nach Delaware zurück und arbeitete bis 2004 als Anwalt bei W. L. Gore & Associates, dem Unternehmen seines Stiefvaters.
Im Jahre 2000 erlangte er erstmals einen Sitz im New Castle County Council, dem nördlichsten der drei Countys des US-Bundesstaates Delaware. Das New Castle County, mit dem County Seat Wilmington, hat laut United States Census 2000 etwas über 500.000 Einwohner (ca. 64 % der Einwohner von Delaware). 2004 wurde er zum Vorsitzenden (County Executive) des County Councils gewählt und im Jahre 2008 für weitere vier Jahre in diesem Amt bestätigt.
Am 3. Februar 2010 gab Coons seine Kandidatur für den Sitz von Delaware im US-Senat bekannt. Das Mandat hatte Joe Biden, nachdem er zum US-Vizepräsidenten gewählt worden war, niedergelegt. Der Sitz wurde seit Januar 2009 – bis zur Senatswahl am 2. November 2010 – von Ted Kaufman gehalten. Coons trat gegen die Kandidatin der Republikanischen Partei, Christine O’Donnell, an, die den Kongressabgeordneten Michael Castle in der Primary besiegt hatte. Castle galt als Favorit für die Wahl im November, doch O’Donnells Kandidatur wurde gegen Coons in Umfragen nur geringe Chancen eingeräumt. Karl Rove, stellvertretender Stabschef des ehemaligen Präsidenten George W. Bush und politischer Berater der Republikaner, gab im Sender Fox News bereits vorab den Senatssitz verloren: „Wir hatten uns Hoffnungen auf acht bis neun Sitze im Senat gemacht. Nun geht es nur noch um sieben bis acht.“
In der Wahl vom 2. November 2010 gewann Coons mit 56,6 Prozent der abgegebenen Stimmen gegenüber 40 Prozent für Christine O’Donnell. O’Donnell gewann die Countys Kent und Sussex, aber das New Castle County, wo die große Mehrheit der Bevölkerung von Delaware lebt, wählte mehrheitlich Coons. Zwischen 2010 und 2015 beendete Coons die Legislaturperiode für die ursprünglich Joe Biden gewählt worden war. Im Jahr 2014 wurde er dann mit 55,8 Prozent der Stimmen gegenüber 42,2 Prozent für den Republikaner Kevin Wade für sechs Jahre wiedergewählt. 2020 gewann er seinen Platz im Senat erneut. Seine gegenwärtige Amtszeit läuft noch bis zum 3. Januar 2027. Seit Januar 2021 ist er Vorsitzender des Ethikausschusses des US Senats.

## Privates
Chris Coons heiratete im November 1996 Annie Lingenfelter. Sie arbeitete von 1989 bis 1997 für den New Castle County Executive Dennis Greenhouse – dem Vorgänger von Chris Coons. Das Paar hat drei Kinder – die Zwillinge Michael und Jack (* 1999), die Tochter Maggie (* 2001).

## Ähnlichkeit mit Olaf Scholz

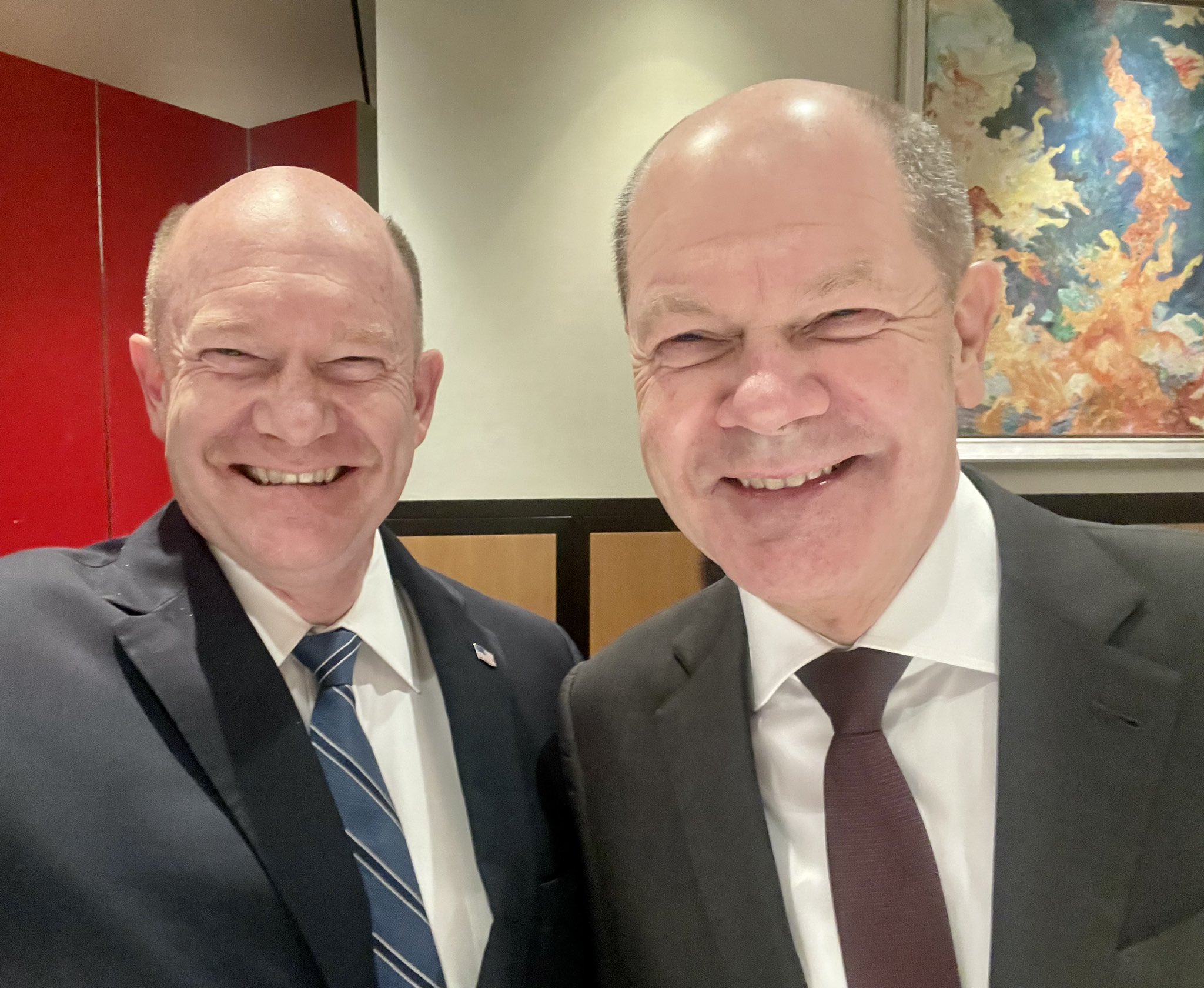
Chris Coons und Olaf Scholz 2024 bei einem Treffen während eines Amerikabesuchs des deutschen Bundeskanzlers

Insbesondere in den deutschen Medien findet Chris Coons regelmäßig wegen seiner Ähnlichkeit mit Bundeskanzler Olaf Scholz Erwähnung. Auch die beiden Politiker selbst pflegen einen scherzhaften Umgang mit ihrer vergleichbaren Physiognomie. So kommentierte Scholz anlässlich eines Treffens im Februar 2024: „Great to see my Doppelgänger again“ (Deutsch: „Schön, meinen Doppelgänger wiederzusehen“), und Coons seinerseits meinte: „It’s always great to speak with the one person who's just as handsome as I am“ (Deutsch: „Es ist immer toll, mit der einen Person zu sprechen, die genauso gut aussieht wie ich“).

## Mitgliedschaft in Organisationen
- „I Have a Dream“ Foundation (Board Member)
- National Coalition for the Homeless
- Council for the Homeless (Board Member)
- Bear/Glasgow Boys and Girls Club (Board Member)
- Investor Responsibility Research Center
- Better Business Bureau of Delaware
- First State Innovation (Advisory Board)
- Wilmington Riverfront Development Corporation
- Delaware College of Art and Design (Board Member)
- Hearts and Minds Film organization (Advisory Board)
- South African Council of Churches[7]